# La Bagarre de Santa Fe
Pour plus de détails, voir Fiche technique et Distribution.
La Bagarre de Santa Fe (titre original : Santa Fe) est un western américain réalisé par Irving Pichel, sorti en 1951.

## Synopsis
À la fin de la Guerre de Sécession. Devenu contremaître sur le chantier de construction de chemin de fer de Santa Fe, Britt Canfield (Randolph Scott), un ancien soldat confédéré, s'oppose à ses trois frères Clint (John Archer), Tom (Peter M. Thompson) et Terry (Jerome Courtland), qui font tout pour empêcher l'avancée des travaux par haine des Nordistes. Pour y parvenir, ces derniers décident de travailler pour un casino itinérant qui débauchent les ouvriers en leur vendant de l'alcool.

## Fiche technique
- Titre français : La Bagarre de Santa Fe
- Titre original : Santa Fe
- Réalisation : Irving Pichel
- Scénario : Lewis Stevens
- Production : Harry Joe Brown
- Montage : Gene Havlick
- Photographie : Charles Lawton Jr.
- Société de production : Scott-Brown Productions
- Société de distribution : Columbia Pictures
- Musique : Paul Sawtell
- Pays de production :  États-Unis
- Langue originale : anglais
- Genre : western
- Durée : 87 minutes
- Date de sortie :
  - États-Unis : 1er avril 1951

## Distribution
- Randolph Scott (VF : Robert Dalban) : Brit Canfield
- Janis Carter (VF : Aline Bertrand) : Judith Chandler
- Jerome Courtland (VF : Guy Loriquet) : Terry Canfield
- Peter M. Thompson (VF : René Arrieu) : Tom Canfield
- John Archer (VF : Jacques Beauchey) : Clint Canfield
- Warner Anderson (VF : Michel Gudin) : Dave Baxter
- Frank Ferguson (VF : Albert Montigny) : Marshal Bat Masterson
- Billy House (VF : Jacques Berlioz) : Luke Plummer
- Olin Howland (VF : Maurice Porterat) : Dan Dugan
- Irving Pichel (VF : Marcel Painvin) : Harned
- Roy Roberts (VF : Louis Arbessier) : Cole Sanders
- Chief Thundercloud (VF : Raymond Destac) : Chef Longfeather
- Harry Tyler (VF : Paul Forget) : Rusty
- Paul Stanton (VF : Richard Francœur) : Colonel Cyrus K. Holliday
- Harry Cording (VF : Jean Clarieux) : Moose Legrande
- William Haade (VF : Jean Berton) : le vétéran de l'armée de l'Union
- Charles Evans : Stevenson
- Paul E. Burns : Oncle Dick Wootton
- Merrill McCormick : Villageois